# Irgens

Wappen des Joachim Irgens av Vestervig (mit gold-rot-goldenenden Querbalken der Familie Bicker aus Amsterdam)

Die Irgens sind eine ursprünglich aus Schleswig-Holstein stammende dänisch-norwegische Familie.

## Chronik
Als Stammherr gilt Henrik Jürgens (* 1580), welcher mit Catharina Fruchtnichts (* 1584) verheiratet war. Aus dieser Ehe stammten die beiden Brüder Baron Joachim Irgens av Vestervig und Johannes Irgens (1613–1669), welche noch unter dem Namen Jürgens geboren wurden, diesen aber mittels königlichem Dekret um 1640 in Irgens umbenennen konnten. Der ältere Bruder Joachim war Großkaufmann, Bergwerksbesitzer, Aristokrat, Gutsbesitzer in Itzehoe, Doktor der Medizin, Rentenschreiber und Münzmeister sowie einer der größten Gutsbesitzer in Dänemark gewesen. Er war mittels seiner Heirat mit Cornelia Bicker (1629–1708), mit den Amsterdamer Familien des Goldenen Zeitalters Bicker und De Graeff sowie mit Jakob de Petersen, Truchsess von Dänemark, verbunden.
Über Johannes Irgens ist bekannt, dass er ebenfalls in Itzehoe geboren wurde, und im Jahre 1635 in Padua zum Doktor philosophiae et medicinae promovierte. Im Jahre 1651 wurde er von seinem Bruder zum Direktor des Bergwerkes in Røros bestellt. Er war mit Elisabeth Sophie Henningsdatter Amisaeus, der Tochter des Leibarztes von König Christian IV. verheiratet. Aus dieser Ehe stammt das weitere Geschlecht der Irgens ab. Die weiteren Irgens waren hauptsächlich in Norwegen beheimatet. Sie waren als Gelehrte, Pastoren, Lehrer und Unternehmer tätig. Im Laufe des 19. und 20. Jahrhunderts konnten diverse Familienmitglieder hohe politische Ämter in der Verwaltung Norwegens erlangen.

## Personen

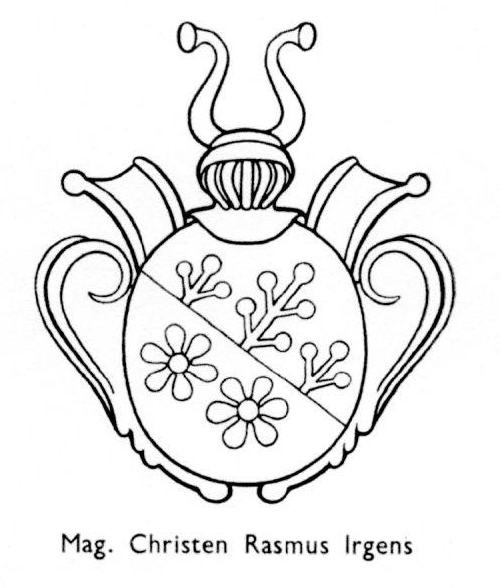
Wappen des Priesters Magister Christen Rasmus Irgens aus 1710, gezeichnet von Hans Krag

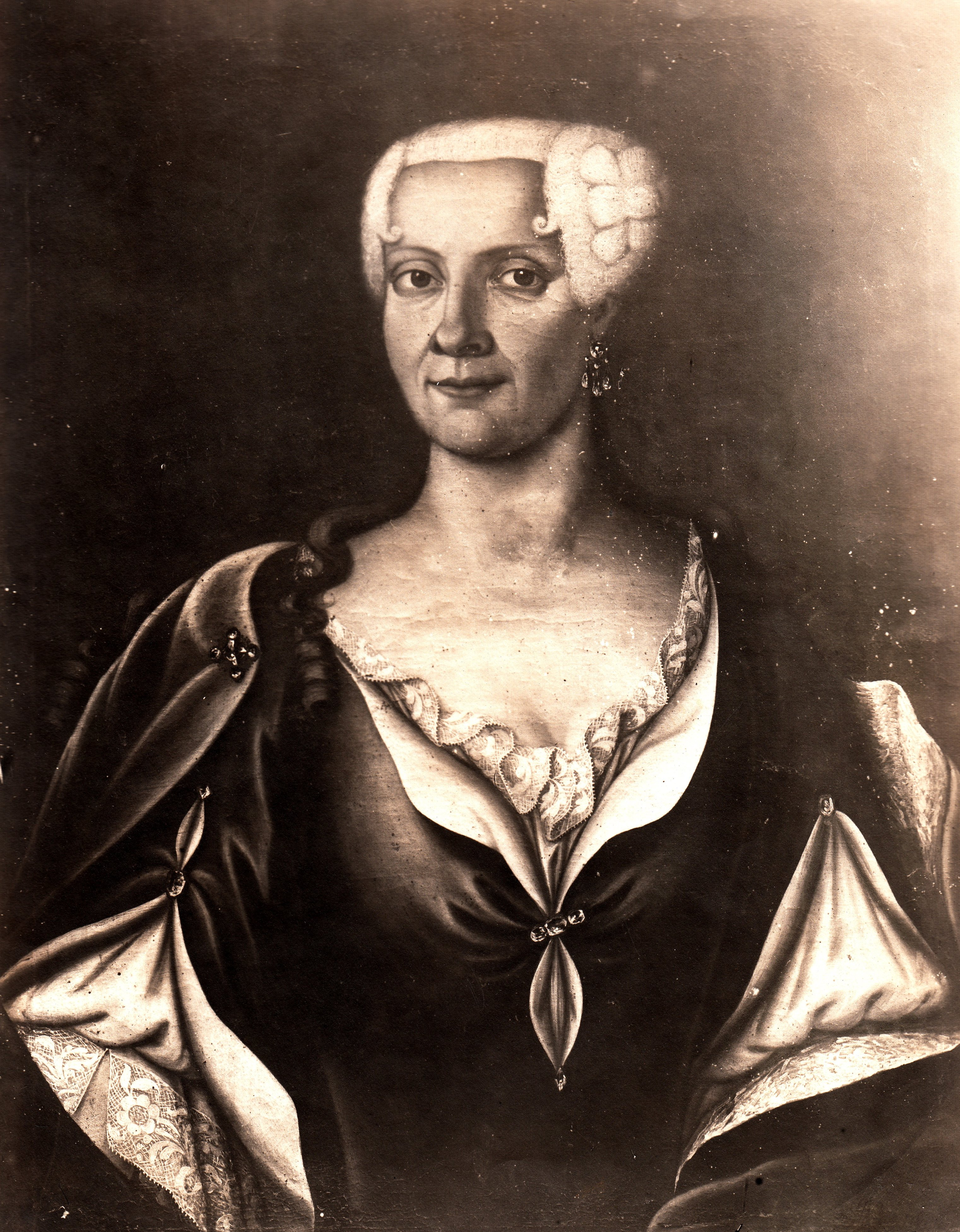
Elisabeth Sophie Müller, geb. Irgens, ehelichte Hans Rasmussen Müller (ca. 1682–1761), Direktor von Løkken Verk (gemalt von Johan Nicolai Scavenius, 1742)

- Joachim Irgens av Vestervig (1611–1675), dänischer Großkaufmann und Bergwerksbesitzer sowie einer der größten Gutsbesitzer in Dänemark
- Ole Irgens (Bischof) (1724–1803), norwegischer lutherischer Bischof
- Ole Irgens (Politiker) (1829–1906), norwegischer Pädagoge und Politiker
- Johannes Irgens (1869–1939), norwegischer Gesandter und Außenminister
- Kjeld Stub Irgens (1879–1963), norwegischer Marineminister und Chef des Seefahrts-Departements
- Henrik Irgens (1899–1938), norwegischer katholischer Priester und Redakteur
- Ludvig Irgens-Jensen (1894–1969), norwegischer Komponist